# Pro Bowl 1977
Der Pro Bowl 1977 der National Football League (NFL) war der Pro Bowl der Saison 1976 und fand am 17. Januar 1977, eine Woche nach dem Super Bowl XI, im Kingdome in Seattle statt. Das Team der American Football Conference (AFC) gewann mit 24:14 gegen das Team der National Football Conference (NFC).
Das Team der AFC wurde von Chuck Noll von den Pittsburgh Steelers trainiert, während das Team der NFC von Chuck Knox von den Los Angeles Rams angeführt wurde. Schiedsrichter des Spiels war Chuck Heberling.

## Punkteübersicht
| Quarter | Verstrichene Zeit im Quarter | Team | Details                                             | AFC | NFC |
| ------- | ---------------------------- | ---- | --------------------------------------------------- | --- | --- |
| 1       | 7:03                         | AFC  | 3-Yards-Lauf von Simpson (Unhart kickt)             | 7   | 0   |
| 1       | 11:33                        | AFC  | 31-Yard-Field-Goal von Unhart                       | 10  | 0   |
| 2       | 3:23                         | NFC  | 15-Yard-Lauf von Thompson (Bakken kickt)            | 10  | 7   |
| 2       | 8:23                         | AFC  | 12-Yard-Pass von Anderson auf Joiner (Unhart kickt) | 17  | 7   |
| 2       | 13:04                        | NFC  | 1-Yard-Lauf von McCatcheon (Bakken kickt)           | 17  | 14  |
| 4       | 8:13                         | AFC  | 27-Yard-Pass von Anderson auf Branch (Unhart kickt) | 24  | 14  |

## Startaufstellung
| NFC              | NFC     | AFC     | AFC               |
| Offense          | Offense | Offense | Offense           |
| ---------------- | ------- | ------- | ----------------- |
| Mel Gray         | WR      | WR      | Cliff Branch      |
| Ron Vary         | LOT     | LOT     | Art Shell         |
| Ed White         | LG      | LG      | John Hannah       |
| Tom Banks        | C       | C       | Jim Langer        |
| Conrad Dobler    | RG      | RG      | Joe DeLamielleure |
| Dan Dierdorf     | ROT     | ROT     | George Kunz       |
| Billy Joe Dupree | TE      | TE      | Dave Casper       |
| Drew Pearson     | WR      | WR      | Isaac Curtis      |
| Roger Staubach   | QB      | QB      | Bert Jones        |
| Walter Payton    | RB      | RB      | O. J. Simpson     |
| Delvin Williams  | RB      | RB      | Lydell Mitchell   |
| Defense          |         |         |                   |
| Tommy Hart       | LDE     | LDE     | Coy Bacon         |
| Cleveland Elam   | LDT     | LDT     | Curley Culp       |
| Wally Chambers   | RDT     | RDT     | Jerry Sherk       |
| Jack Youngblood  | RDE     | RDE     | John Dutton       |
| Isiah Robertson  | LLB     | LLB     | Jack Ham          |
| Bill Bergey      | MLB     | MLB     | Jack Lambert      |
| Brad Van Pelt    | RLB     | RLB     | Robert Brazile    |
| Monte Jackson    | LCB     | LCB     | Lemar Farrish     |
| Roger Wherli     | RCB     | RCB     | Mel Blount        |
| Ken Houston      | LS      | LS      | Tommy Casanova    |
| Cliff Harris     | RS      | RS      | Flen Edwards      |

## Schiedsrichter
Hauptschiedsrichter des Spiels war Chuck Heberling. Unterstützt wurde er von Umpire Frank Sinkovitz, Head Linesman Jerry Bergman, Line Judge Ralph Vandenberg, Field Judge Pat Mallette und Back Judge John Fouch.